# Критическая масса

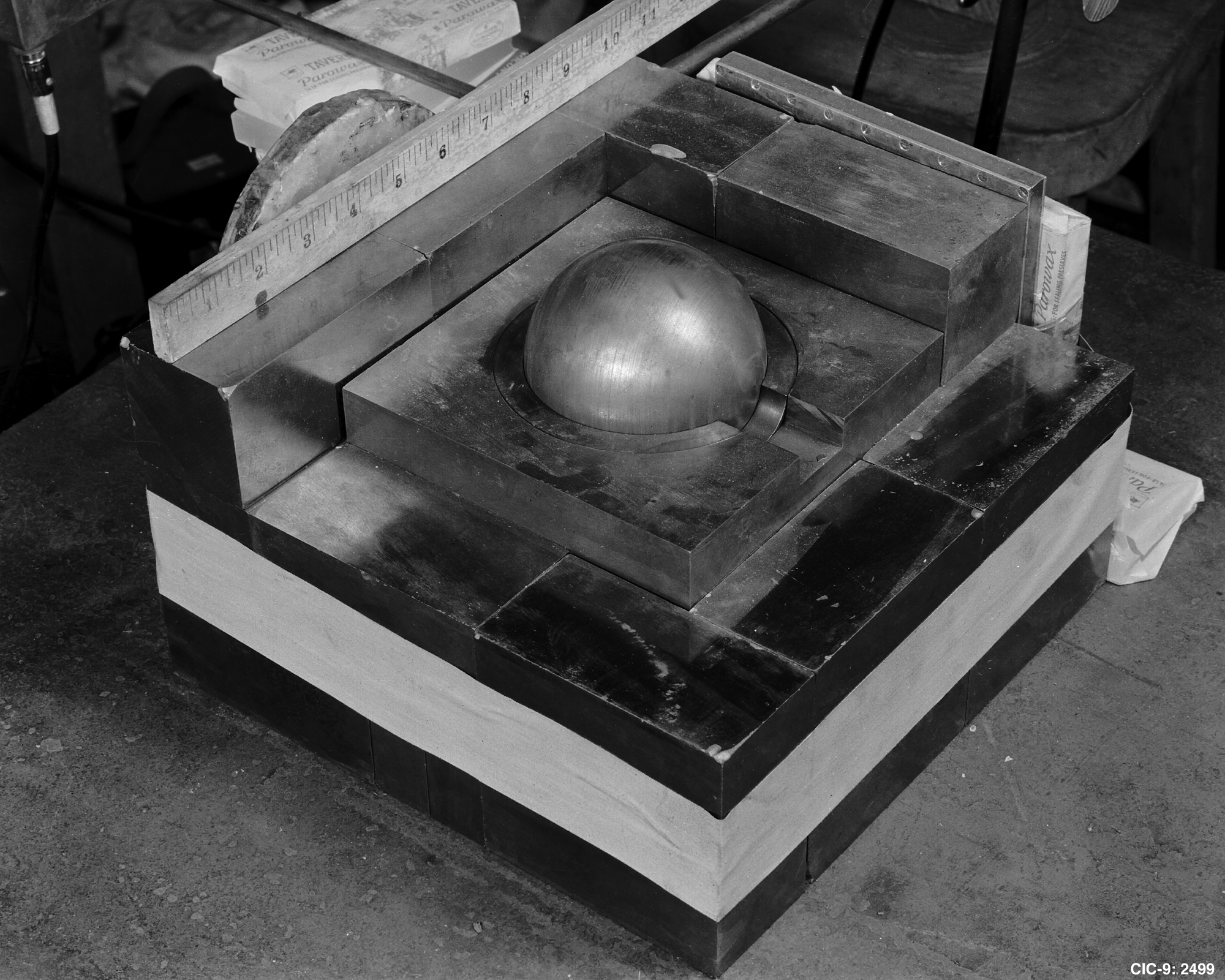
Плутониевый шар (макет), окружённый отражающими нейтроны блоками из карбида вольфрама. Реконструкция прибора 1945 года для определения критической массы

Критическая масса — в ядерной физике минимальная масса делящегося вещества, необходимая для начала самоподдерживающейся цепной реакции деления. Коэффициент размножения нейтронов в таком количестве вещества больше единицы или равен единице. Размеры, соответствующие критической массе, также называют критическими. При массе больше критической цепная реакция может (при соответствующих условиях) лавинообразно ускоряться, что приводит к ядерному взрыву.
Величина критической массы зависит от свойств вещества (таких, как сечения деления и радиационного захвата), от плотности, количества примесей, формы изделия, а также от окружения. Например, наличие отражателей нейтронов может сильно уменьшить критическую массу.
В ядерной энергетике параметр критической массы является определяющим при конструировании и расчётах самых разнообразных устройств, использующих в своей конструкции различные изотопы или смеси изотопов элементов, способных в определенных условиях к ядерному делению с выделением колоссального количества энергии. Например, при проектировании мощных радиоизотопных генераторов, в которых используются в качестве топлива уран и ряд трансурановых элементов, параметр критической массы ограничивает мощность такого устройства. При расчётах и производстве ядерного и термоядерного оружия параметр критической массы существенным образом влияет как на конструкцию взрывного устройства, так и на его стоимость и сроки хранения. В случае проектирования и строительства атомного реактора, параметры критической массы также ограничивают как минимальные, так и максимальные размеры будущего реактора.
Наименьшей критической массой обладают растворы солей чистых делящихся нуклидов в воде с водяным отражателем нейтронов. Для 235U критическая масса такого раствора равна 0,8 кг, для 239Pu — 0,5 кг, для некоторых солей 251Cf — 10 г.

## Критический размер
Критическая масса {\displaystyle M} связана с критической длиной {\displaystyle l}: {\displaystyle M\sim l^{x}}, где x зависит от формы образца и лежит в пределах от 2 до 3. Зависимость от формы связана с утечкой нейтронов через поверхность: чем больше поверхность, тем больше критическая масса. Образец с минимальной критической массой имеет форму шара.
| Изотоп | Период полураспада T½, лет | Критическая масса, кг | Тепловы- деление Вт/кг | Нейтроны спонтанного деления 105(кг·с) | Темпе- ратура плавле- ния °С | Плотность г/см³ |
| ------ | -------------------------- | --------------------- | ---------------------- | -------------------------------------- | ---------------------------- | --------------- |
| 231Pa  | 32 760                     | 750±180               |                        |                                        | 1572                         | 15,37           |
| 232U   | 68,9                       | ?                     | 8097                   |                                        | 1134                         | 19,04           |
| 233U   | 159 200                    | 15,8                  |                        |                                        | 1134                         | 19,04           |
| 235U   | 7,038⋅108                  | 46,7                  |                        |                                        | 1134                         | 19,04           |
| 236U   | 2,3416⋅107                 | ?                     |                        |                                        | 1134                         | 19,04           |
| 237Np  | 2,14⋅107                   | 63,6                  | 0,022                  | 0                                      | 637                          | 20,25           |
| 236Pu  | 2,9                        | 6—8                   | 18500                  | 349                                    | 639,7                        | 19,84           |
| 238Pu  | 87,7                       | 9,5                   | 568                    | 26,6                                   | 639,7                        | 19,84           |
| 239Pu  | 24 100                     | 10                    | 1,92                   |                                        | 639,7                        | 19,84           |
| 240Pu  | 6500                       | 35,7                  | 7,1                    | 9,1                                    | 639,7                        | 19,84           |
| 241Pu  | 14,4                       | 12,3                  | 3,2                    | 0                                      | 639,7                        | 19,84           |
| 242Pu  | 380 000                    | 83,4                  | 0,113                  | 16,9                                   | 639,7                        | 19,84           |
| 241Am  | 432                        | 57,6                  | 114                    | 0,012                                  | 1180                         | 13,67           |
| 242mAm | 141                        | 9,1                   | 3,84                   | 1,49                                   | 1180                         | 13,67           |
| 243Am  | 7400                       | 208,8                 | 6,4                    | 0,03                                   | 1180                         | 13,67           |
| 243Cm  | 28,5                       | 8,4                   | 1900                   | 0                                      | 1340                         | 13,51           |
| 244Cm  | 18,1                       | 26,6                  | 2830                   | 1,11                                   | 1340                         | 13,51           |
| 245Cm  | 8500                       | 9,1                   | 5,7                    | 0                                      | 1340                         | 13,51           |
| 246Cm  | 4730                       | 39—70,1               |                        |                                        | 1340                         | 13,51           |
| 247Cm  | 1,56⋅107                   | 6,9                   |                        |                                        | 1340                         | 13,51           |
| 248Cm  | 340 000                    | ?                     |                        |                                        | 1340                         | 13,51           |
| 249Cf  | 351                        | 5,9                   |                        |                                        | 900                          | 15,1            |
| 250Cf  | 13,08                      | ?                     |                        |                                        | 900                          | 15,1            |
| 251Cf  | 898                        | 5,5                   |                        |                                        | 900                          | 15,1            |
| 252Cf  | 2,638                      | 2,73                  |                        |                                        | 900                          | 15,1            |